# Anette Helene Hansen
Anette Helene Hansen (født 12. februar 1992 i Fredrikstad) er en norsk håndboldspiller, som spiller for Nantes Loire Atlantique Handball.